# 东兴街道 (绥化市)
东兴街道，是中华人民共和国黑龙江省绥化市北林区下辖的一个乡镇级行政单位。

## 行政区划
东兴街道下辖以下地区：
工农管理区社区、红旗管理区社区、新兴管理区社区和新源管理区社区。